# Айрум
Айрум (на арменски: Այրում) е град, разположен в провинция Тавуш, Армения. Населението му през 2011 година е 2126 души.

## Население
- 1926 – 46 души
- 1939 – 100 души
- 1959 – 282 души
- 1979 – 2252 души
- 2001 – 2190 души
- 2008 – 2381 души
- 2009 – 2371 души
- 2011 – 2126 души